# Dansk Racehunde Union
Dansk Racehunde Union (forkortet DRU) er den næststørste hundeorganisation i Danmark, og blev stiftet den 4. maj 1937.
DRU`s stambøger er anerkendt over det meste af Europa, hvilket gør at man kan udstille i stort set alle lande.

## Formål
- At samle hundeejere, og udbrede viden om og interesse for sunde og racetypiske hunde.

## Afdelinger
- DRU har en Jyllandsafdeling

## Grupper
- Gruppe 1: Hyrde- og Kvæghunde
- Gruppe 2: Pinschere, Schnauzere, Molossere og Sennenhunde
- Gruppe 3: Terriere
- Gruppe 4: Gravhunde
- Gruppe 5: Spidshunde
- Gruppe 6: Drivende Jagthunde og Schweisshunde
- Gruppe 7: Stående Jagthunde
- Gruppe 8: Apporterende Jagthunde
- Gruppe 9: Selskabshunde
- Gruppe 10: Mynder

## Ekstern henvisning
- Den officielle hjemmeside for Dansk Racehunde Union Arkiveret 28. maj 2014 hos  Wayback Machine

## References
1. ↑  "Dansk Racehunde Union". DRU. 2014. Arkiveret fra originalen 28. maj 2014. Hentet 2014-05-26.
2. ↑  "Dansk Racehunde Union". Alt om Hund. 2014. Hentet 2014-05-26.

| Dyr | Spire Denne artikel om dyr er en spire som bør udbygges. Du er velkommen til at hjælpe Wikipedia ved at udvide den. |